# Devil May Cry 5
Devil May Cry 5 je akční adventura z roku 2019, kterou vyvinula a vydala společnost Capcom. Jedná se o celkově šestý díl a pátý hlavní díl série Devil May Cry.

## Synopse
Děj sleduje vracející se hlavní hrdiny Nera a Danteho, kteří jsou najati tajemným cizincem jménem V, aby zastavili krále démonů Urizena. Hráči ovládají Nera, Danteho a V, přičemž každý z nich se vyznačuje jiným stylem hraní.

## Vývoj
Hru režíroval Hideaki Itsuno, jehož cílem bylo vytvořit své nejlepší dílo a vyvážit hru pro nováčky i vracející se hráče tím, že jim poskytl různé obtížnosti a výzvy. Capcom chtěl také přinést realističtější design inspirovaný RE Enginem, který použil ve svém předchozím díle Resident Evil 7: Biohazard. Výsledkem bylo, že k vytvoření obličejů postav byly použity skutečné osoby.
Zápletku napsal navrátivší se scenárista Bingo Morihashi, zatímco prostředí bylo založeno na různých lokacích v Londýně. Na soundtracku ke hře spolupracovalo více skladatelů, kteří vytvořili tři hlavní témata soustředěná kolem hratelných postav.

## Vydání
Hra Devil May Cry 5 vyšla 8. března 2019 pro PlayStation 4, Windows a Xbox One.
Hra získala pozitivní recenze od kritiků, kteří chválili hratelnost, konkrétně rozmanitost technik, které tři postavy přinášejí, a také zpracování příběhu. Získala několik ocenění a za necelé dva týdny po vydání se jí prodalo přes dva miliony kusů, jejichž počet se k prosinci 2024 zvýšil na 9,9 milionu kusů, čímž se stala nejprodávanější hrou v sérii.
Ke hře byl vydán také lehký román a manga. V listopadu 2020 vyšla rozšířená verze s názvem Devil May Cry 5: Special Edition pro konzole Xbox Series X/S a PlayStation 5, v níž byl jako hratelná postava přidán Vergil. Pro hráče na PlayStation 4, Windows a Xbox One byl Vergil vydán jako placený stahovatelný obsah. Dne 9. prosince 2021 byl vydán port pro Amazon Luna.